# 沙河 (敦化市)
沙河，位于中华人民共和国吉林省敦化市境内，是牡丹江右岸支流，古称富勒嘉哈河（转写：fulgiyaha），疑似源自满语“富勒坚”（转写：fulgiyan），意为“红色”，即“红河”。发源于敦化市大石头镇东部烟囱砬子屯以北，蜿蜒向西南流至大石头镇后转西北流，经大桥乡、沙河沿镇等地，最后于官地镇杨木村西北注入牡丹江。河长186.5千米，河道平均比降1.6‰，流域面积1849平方千米。年均流量5.14亿立方米。沙河上游重峦叠嶂，植被茂盛，两岸大部分为平坦开阔的草甸子或沼泽地；中下游大部分为U形深谷，河床稳定。